# Christophe Pierre
Christophe Louis Yves Georges Pierre (ur. 30 stycznia 1946 w Rennes) – francuski duchowny katolicki, arcybiskup, nuncjusz apostolski w Stanach Zjednoczonych, kardynał diakon od 2023.

## Życiorys
5 kwietnia 1970 otrzymał święcenia kapłańskie z rąk kard. Paula Gouyona i został inkardynowany do archidiecezji Rennes. W 1973 rozpoczął przygotowanie do służby dyplomatycznej na Papieskiej Akademii Kościelnej.
12 lipca 1995 został mianowany przez Jana Pawła II nuncjuszem apostolskim na Haiti oraz arcybiskupem tytularnym Gunela. Sakry biskupiej udzielił mu 24 września 1995 ówczesny Sekretarz Stanu – kardynał Angelo Sodano.
10 maja 1999 został przeniesiony do nuncjatury w Ugandzie. W 2000 prowadził kampanię przeciwko promowaniu przez rząd Ugandy używania prezerwatyw w celu zapobiegania rozprzestrzenianiu się HIV/AIDS. Wiceprezydent Speciosa Kazibwe, sama będąca lekarzem, promowała używanie prezerwatyw podczas krajowego tournée i skarżyła się, że przywódcy religijni utrudniają rządowe wysiłki na rzecz zdrowia publicznego. Pierre odpowiedział, że prezerwatywy promują "jawną rozwiązłość", która zwiększy zachorowalność na HIV/AIDS. Wiele lat później Pierre powiązał sukces Ugandy w walce z HIV/AIDS z kościelną strategią edukacji abstynenckiej
Od 22 marca 2007 był nuncjuszem apostolskim w Meksyku.
12 kwietnia 2016 został nuncjuszem apostolskim w Stanach Zjednoczonych.
9 lipca 2023 podczas modlitwy Anioł Pański papież Franciszek ogłosił jego nominację kardynalską. Na konsystorzu 30 września 2023 został kreowany kardynałem diakonem i uzyskał diakonię San Benedetto fuori Porta S. Paolo . Brał udział w konklawe 2025, które wybrało papieża Leona XIV.